# Irene Lecapena
Irene Lecapena, nascuda amb el nom de Maria, en búlgar Ирина Лакапина, en grec antic Μαρία/Ειρήνη Λακαπηνή, que va morir aproximadament l'any 966, va ser emperadriu consort del Tsar Pere I de Bulgària. Era filla de Cristòfol Lecapè, fill de l'emperador romà d'Orient Romà Lecapè, i de la seva esposa Maria.
Pere I era fill del kan Simeó I el Gran, i quan va pujar al poder, per intimidar els països veïns i mostrar que era un excel·lent guerrer, va fer una demostració de força envaint la regió de Tràcia el mes de maig del 927. Va mostrar-se disposat a entaular converses per a aconseguir una pau permanent, i Romà Lecapè li va proposar una aliança matrimonial, entre la seva neta Maria i ell. Per primera vegada una princesa romana d'Orient es casava amb un monarca estranger. Constantí VII, va criticar Romà Lecapè per aquesta decisió. El mes d'octubre del 927 Pere I va arribar a Constantinoble a signar un tractat de pau i el 8 de novembre es va casar amb Maria, que va prendre el nom d'Irene, que en grec significa "Pau".
Irene i Pere I van tenir diversos fills, i entre ells:
- Plenimir
- Boris II de Bulgària, que el va succeir al tron com a emperador de Bulgària l'any 969.
- Romà de Bulgària, que va ser emperador de Bulgària l'any 977.[1]